# Bicolorana
A Bicolorana a fürgeszöcskefélék családjának egyik neme.

## Elterjedése
Az ide tartozó fajok Eurázsiában élnek, Európától (a Brit-szigetek, az Ibériai-félsziget és Skandinávia kivételével) Közép-Ázsián keresztül egészen Koreáig. Magyarországon egy faj, a halványzöld rétiszöcske fordul elő. 

## Fajok
A nembe három faj tartozik: 
1. Bicolorana bicolor Philippi, 1830 – halványzöld rétiszöcske (típusfaj)
2. Bicolorana burri Uvarov, 1921
3. Bicolorana kraussi (Padewieth, 1900) (Horvátország)

A következő fajokat egyes források a Bicolorana nembe helyezik, de azóta áttették őket a Roeseliana genusba:
- Bicolorana ambitiosa
- B. bispina
- B. fedtschenkoi
- B. pylnovi
- B. roeselii – Roesel-rétiszöcske

Egyes szerzők mindkét taxont a Metrioptera genuscsoport részeként kezelik. 

## Fordítás
- Ez a szócikk részben vagy egészben  a   Bicolorana című angol Wikipédia-szócikk ezen változatának fordításán alapul.  Az eredeti cikk szerkesztőit annak laptörténete sorolja fel. Ez a jelzés csupán a megfogalmazás eredetét és a szerzői jogokat jelzi, nem szolgál a cikkben szereplő információk forrásmegjelöléseként.